# Reverdy Johnson
Reverdy Johnson (ur. 21 maja 1796 w Annapolis, zm. 10 lutego 1876 tamże) – amerykański polityk z Marylandu.

## Życiorys
W latach 1845–1849 zasiadał w Senacie Stanów Zjednoczonych reprezentując w nim z ramienia Partii Wigów stan Maryland. W 1849 objął stanowisko prokuratora generalnego Stanów Zjednoczonych w gabinecie prezydenta Zachary Taylora. Pozycję tę piastował w latach 1849–1850, z której zrezygnował w momencie objęcia rządów przez nowego prezydenta Stanów Zjednoczonych Millarda Fillmore’a. W 1863 roku powrócił do Senatu Stanów Zjednoczonych tym razem z ramienia Partii Demokratycznej i zasiadał w nim w latach 1863–1868.